# Belagerung von Mainz (1793)
1792

Porrentruy – Marquain – Quiévrain – Verdun – Thionville – Valmy – Lille – Mainz (1792) – Jemappes
1793

Aldenhoven I – Namur – Neerwinden – Mainz (1793) – Famars – Valenciennes (1793) – Arlon (1793) – Hondschoote – Meribel – Avesnes-le-Sec – Pirmasens – Toulon – Fontenay-le-Comte – Cholet – Lucon – Trouillas – Dünkirchen – Le Quesnoy – Menin I – Wattignies – Weißenburg I – Biesingen – Kaiserslautern I – Weißenburg II
1794

Boulou – Landrecis – Menin II – Mouscron – Martinique – Guadeloupe – Tourcoing – Tournai – Kaiserslautern II – San-Lorenzo de la Muga – 13. Prairial – Fleurus – Kaiserslautern III – Vosges – Aldenhoven II
1795

Cornwallis’ Rückzug – Genua – Groix – Hyeres – Handschuhsheim – Mainz (1795) – Mannheim – Loano
1796

Montenotte – Millesimo – Dego – Mondovì – Lodi – Borghetto – Castiglione – Mantua – Siegburg – Altenkirchen – Wetzlar – Kircheib – Kehl – Kalteiche – Friedberg  – Malsch – Neresheim – Sulzbach – Deining – Amberg – Würzburg – Neufundland – Rovereto – Bassano – Limburg – Biberach I – Emmendingen – Schliengen – Caldiero – Arcole – Irland
1797

Fall von Kehl – Rivoli (1797) – St. Vincent – Diersheim – Santa Cruz – Neuwied – Camperduin
Die Belagerung von Mainz war eine militärische Operation während des Ersten Koalitionskrieges (1792–1797). Nachdem die Stadt Mainz 1792 von französischen Truppen besetzt worden und im darauffolgenden März von Mainzer Jakobinern um Georg Forster die auf demokratischen Prinzipien beruhende Mainzer Republik gegründet worden war, schritten die Koalitionstruppen Preußens und Österreichs im folgenden Jahr zur Rückeroberung der Festung.

## Verlauf

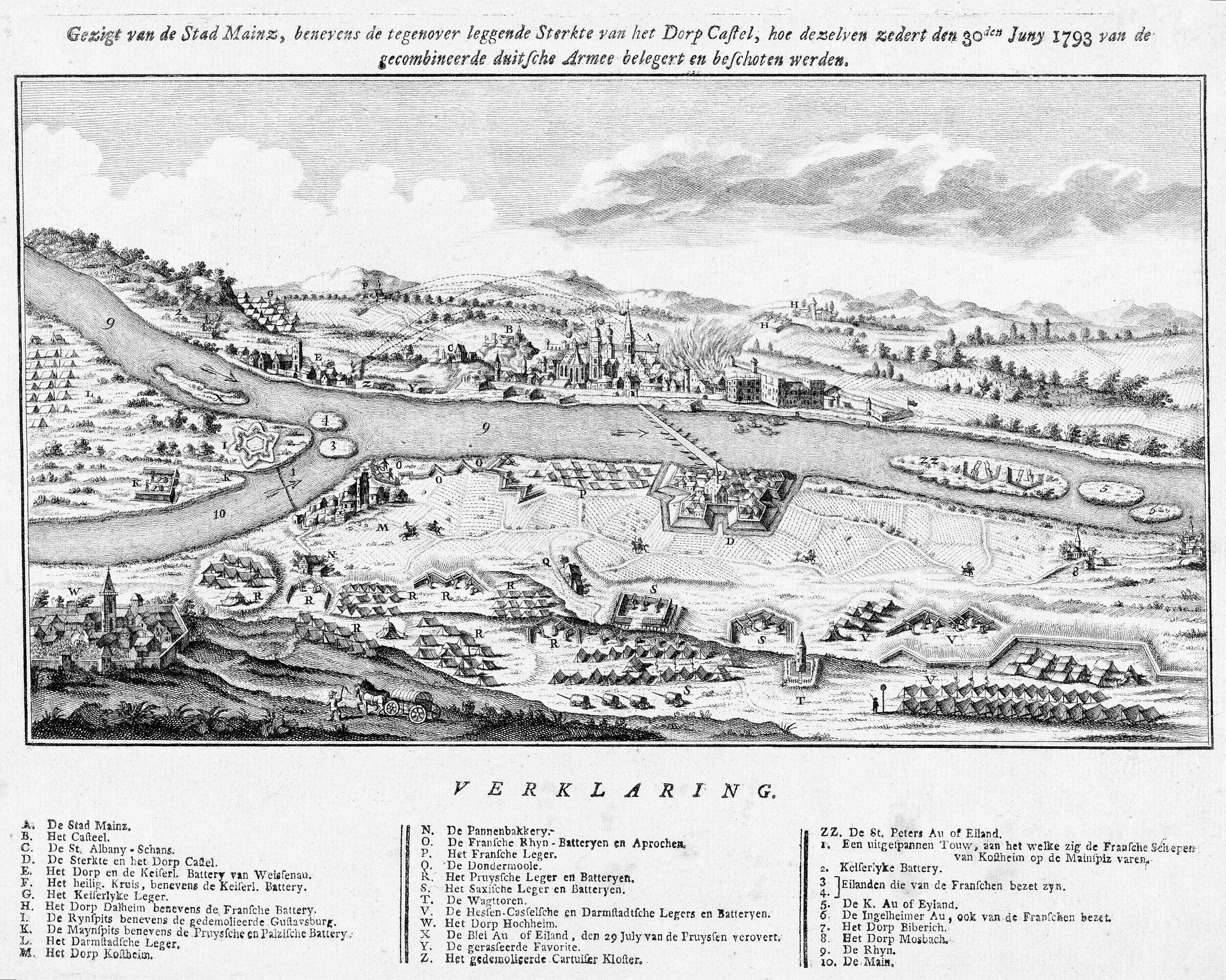
Die Beschießung der Stadt im Juni 1793

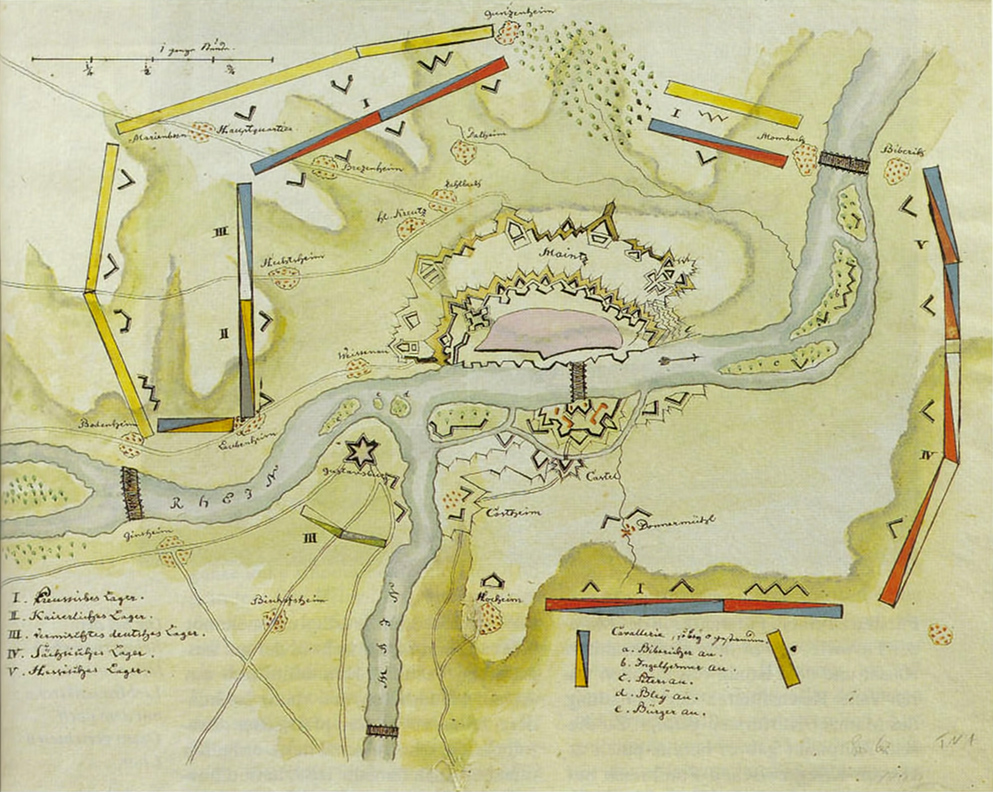
Skizze zur Belagerung von 1793

Die Stadt wurde ab dem 14. April 1793 durch 32.000 Soldaten der Ersten Koalition (überwiegend Preußen) eingekesselt. 23.000 Franzosen verteidigten die Stadt, was angesichts der Festungsbauwerke und trotz der Truppenverstärkung der Belagerungstruppen durch weitere 12.000 Österreicher ausreichend erschien. Zunächst versuchten die preußischen Truppen, sich mit einer Reihe von Manövern der Forts zu bemächtigen. Nachdem dies ohne Erfolg geblieben war, begannen sie in der Nacht des 17. Juni 1793 mit der Bombardierung der Stadt. Die Geschichte dieser Belagerung wurde in den Jahren 1820 bis 1822 durch Johann Wolfgang von Goethe, der als Begleiter des Herzogs Karl August von Sachsen-Weimar-Eisenach an dieser Belagerung teilnahm, in Form eines fiktiven Tagebuches niedergeschrieben. Goethe sollte wohl als Kriegsberichterstatter fungieren, erhielt jedoch nicht die notwendige Freiheit hierzu. Nachdem er zu Beginn der Belagerung einiges detailliert notiert hatte, hörte er spätestens am 7. Juli damit auf. In einem Brief an Friedrich Heinrich Jacobi schrieb er: „Gerade das worauf alles ankommt darf man nicht sagen.“. Die Belagerung war militärtaktisch nicht herausragend und eher eine Materialschlacht. Psychologisch und historisch war die Rückeroberung der Stadt für die Koalitionstruppen und das Reich unverzichtbar.
In der Stadt, seit März des Jahres Mittelpunkt der Mainzer Republik, sorgten Belagerung und Bombardierung bald für wachsende Spannungen zwischen der Zivilbevölkerung, der Gemeindeverwaltung unter dem Maire Franz Konrad Macké und dem französischen Generalstab unter der Führung von Général de brigade François Ignace Ervoil d’Oyré, Commandant en chef von Mainz, Kastel und den dazugehörigen Posten. Dieser hatte seit dem 2. April praktisch die Macht übernommen. Als am 13. Juli das Kriegsrecht eingeführt wurde, war die verbliebene Bevölkerung mehr und mehr irritiert. Nachdem eine Entsatzarmee zur Verstärkung nicht eintraf, entschloss sich der Generalstab am 17. Juli, mit den Belagerern Verhandlungen aufzunehmen. Die Kapitulation erfolgte am 23. Juli. Die verbliebenen 18.000 Soldaten, die noch die Stadt verteidigten, erhielten freien Abzug. Als Gegenleistung versprach der Generalstab, mit diesen Truppen für ein Jahr nicht mehr die Koalitionsarmeen anzugreifen. Die von General Kléber geführte Armee kam am 6. September in Nantes an. Die Festung Mainz, aber auch die Zivilstadt Mainz wurden somit zu einem vorgeschobenen Posten der preußisch-österreichischen Streitkräfte.

## Folgen
Die Bombardierung hatte die Stadt in großen Teilen schwer getroffen und zur Zerstörung zahlreicher wichtiger Gebäude geführt. Das Lustschloss Favorite, der kurfürstliche Marstall, der Jüngere Dalberger Hof, die Dompropstei, Dominikanerkirche und die Jesuitenkirche waren komplett zerstört, die Liebfrauenkirche, St. Gangolf (beide später abgebrochen) und der Mainzer Dom wurden schwer beschädigt.
Mit der Besetzung und Belagerung von Mainz gingen die alten kurmainzischen Strukturen endgültig ihrem Ende entgegen. Das Kurfürstentum Mainz und seine kurfürstliche Residenzstadt konnten sich von der Besetzung und den politisch-kriegerischen Handlungen, die daraus resultierten, nicht mehr erholen. Die Ereignisse des Jahres 1793 markierten so auch den Beginn des Unterganges der Aurea Moguntia. Die Stadt verlor ihren Status als Residenz. Ihr Status und ihre Prägung sollten sich in den nächsten Jahrzehnten unwiderruflich ändern.

## Kapitulationspunkte von Mayence
Die Kapitulationspunkte, die der General der Brigade d’Oyré, Kommandant en chef von Mainz, Kastel und den dazugehörigen Posten, vorgeschlagen hat:

- I.

Die französische Armee übergibt an Seine Majestät den König von Preußen die Stadt Mainz und Kastel mit allen Festungswerken und den dazu gehörigen Posten in ihrem natürlichen Zustande, nebst allem sowohl französischen als fremden Geschütze, dem Munitions- und Mundvorrat, mit Ausnahme der in nachstehenden Punkten vorbehaltenen Gegenstände.
- II.

Die Besatzung zieht ab mit allen kriegerischen Ehrenzeichen, und nimmt sich ihre Waffen, Gepäck nebst allem dem, was den einzelnen Gliedern der Besatzung eigentümlich zugehört.
- Bewilligt mit der Bedingnis, dass die Besatzung binnen einem Jahre gegen die verbündeten Mächte nicht dienen dürfe, und dass, falls sie bedeckte Wägen mit sich führe, Sr. Königlich preussische Majestät vorbehalten sei, selbige, wenn Sie es für gut fänden, durchsuchen lassen.
- III.

Die Besatzung verlangt ihre Feldstücke und dazugehörige Munitionswägen mit sich zu nehmen. - Abgeschlagen; jedoch gestattet der König dem General d’Oyré, zwei Vierpfünder mit eben so vielen Wägen mitzunehmen.
- IV.

Die Stabs- und andere Offiziers, Kriegskommissäre, Vorsteher und andere zu verschiedenen Verrichtungen bei der Armee angestellte Personen und überhaupt alle zu der Garnison gehörige französische Untertanen nehmen ihre Pferde, Wägen und ihre zugehörigen Habseligkeiten mit sich.
- Bewilligt.
- V.

Die Besatzung bleibt in der Festung 48 Stunden nach unterzeichneter Kapitulation, und wenn diese Frist zum Auszuge der letzten Divisionen nicht hinreichend wäre, so wird ihr noch eine Verlängerung von 24 Stunden gestattet.
- Bewilligt.
- VI.

Dem Kommandanten der Stadt ist erlaubt eine oder mehrere mit Pässen Sr. Königl. preussis. Majestät versehene Bevollmächtigten auszuschicken, um die nötigen Gelder zur Bezahlung der Schulden der Armee herbeizuschaffen, und bis zu Bezahlung dieser Schulden, oder bis zu ihrer Berichtigung hinlängliche Übereinkunft getroffene worden, bietet die Besatzung Geiseln an, welche auf den Schutz seiner Majestät rechnen dürfen.
- Bewilligt.
- VII.

Die Besatzung von Mainz und den dazugehörigen Posten nimmt sogleich nach ihrem Abzuge den Marsch nach Frankreich in mehreren Kolonnen und zu verschiedenen Zeiten. Jede Kolonne erhält zu ihrer Sicherheit eine preußische Bedeckung bis an die Grenzen. Der General d’Oyré hat die Erlaubnis, Stabsoffiziere und Kriegskommissäre vorauszuschicken, um für die Lebsucht und Unterkunft der französischen Truppen zu sorgen.
- Bewilligt.
- VIII.

Im Falle die Pferde und Wägen der französischen Armee auch für die Fortschaffung ihrer Lager und anderer Gerätschaften in den vorigen Punkten bemerkt sind, nicht hinreichen, so werden ihnen solche an den Orten wo sie durchziehen, angeschafft.
- Bewilligt.
- IX.

Da die Kranken und besonders die Verwundeten nicht zu Lande fortgeschafft werden können, ohne ihr Leben in Gefahr zu setzen, so werden auf Kosten der französischen Nation die nötigen Schiffe hergegeben, um dieselbe zu Wasser nach Thionville und Metz zu bringen, und so für diese ehrwürdige Kriegsopfer die nötige Fürsicht anzuwenden.
- Bewilligt.
- X.

Vor dem gänzlichen Abzuge der französischen Besatzung soll es keinem Mainzer, welcher dermalen außerhalb der Stadt ist, erlaubt sein, dahin zurückzukehren.
- Bewilligt.
- XI.

Sogleich die Unterzeichnung der Kapitulation können die Belagerer folgende Posten von ihren Truppen besetzen lassen: die Karlschanze, die welsche Schanze, die Elisabethenschanze, die St. Philippschanze, la double tenaille, den Linsenberg, den Hauptstein, die Marsschanze, die Petersaue, und die zwei Tore von Kastel, welche nach Frankfurt und Wiesbaden führen. Sie können auch gemeinschaftlich mit den französischen Truppen das Neutor und das Ende der Brücke auf der rechten Seite des Rheinufers besetzen.
- Bewilligt.
- XII.

In der kurzmöglichsten Frist übergeben der Obrist Douay, Direktor des Zeughauses, der Obristlieutenant la Riboissure Unterdirektor und der Obristlieutenant Varin Chef der Ingenieurs, an die Chefs der Artillerie und Ingenieur der preussischen Armee ihre Waffen, Munition, Pläne etc. nach den Kriegsbedingungen die ihnen obliegen.
- Angenommen.
- XIII.

Man wird ebenfalls einen Kriegskommissär ernennen zur Zurückgabe der Magazine und Vorräte die darin sind.
- Zusatz: XIV

Die Deserteurs der verbündeten Heere werden aufs genaueste ausgeliefert.
Gegeben zu Marienborn, den 22. Juli 1793
gez. Graf von Kalckreuth
gez. d’Oyre

## An der Belagerung beteiligte Personen
- König Friedrich Wilhelm II. von Preußen
- Friedrich Wilhelm von Bülow
- Prinz Louis Ferdinand von Preußen
- Landgraf Ludwig X. von Hessen
- Herzog Karl August von Sachsen-Weimar
- Ernst von Rüchel (wurde nach Ende der Belagerung gerade 39-jährig zum General befördert)
- Carl von Clausewitz
- Ludwig Moritz von Lucadou
- Heinrich von Kleist
- Friedrich Adolf von Kalckreuth (preußischer General, Oberbefehlshaber der Belagerungstruppen)
- Johann Wolfgang von Goethe
- Heinrich von der Lahr
- Wilhelm von Zastrow
- Heinrich Wilhelm von Zeschau
- Heinrich Menu von Minutoli
- Maximilian Freiherr Reising von Reisinger
- Friedrich Christian Laukhard
- Heinrich von Schönfeldt (preußischer General, Befehlshaber der rechtsrheinischen Belagerungstruppen)
- Erbprinz Maximilian Joseph von Pfalz-Zweibrücken
- Andreas Joseph Hofmann
- François-Étienne Damas
- Merlin de Thionville
- Jean-Baptiste Kléber
- François-Christophe Kellermann
- Louis Baraguey d’Hilliers
- Armand Samuel de Marescot, (französischer General und Befehlshaber der Pioniertruppe in Mainz)
- Jean-Baptiste Annibal Aubert du Bayet
- Jean-Baptiste Meusnier de la Place (französischer Mathematiker, Ingenieur und General, starb im Zuge der Kämpfe)
- Simon François Gay de Vernon, Militärarchitekt
- François Ignace Ervoil d’Oyré, als Général en chef der französische Oberbefehlshaber
- Augustin Gabriel
- Jean-Jacques Ambert
- Jean Ernest de Beurmann
- Baron Roch Godart
- François de Chasseloup-Laubat
- Charles Matthieu Isidore Decaen
- Jean-François Moulin
- Jean Antoine Rossignol
- Michel de Beaupuy
- Alexandre de Beauharnais
- Charles Gore und Georg Melchior Kraus, dokumentierten die Ereignisse, die Johann Wolfgang von Goethe für seine biographischen Schriften benutzte
- Wilhelm Ludwig von Puttkamer, erhielt hierfür den Pour le Mérite
- Hans Georg von Carlowitz (späterer sächsischer Bundesgesandter und Minister)

## Literatur

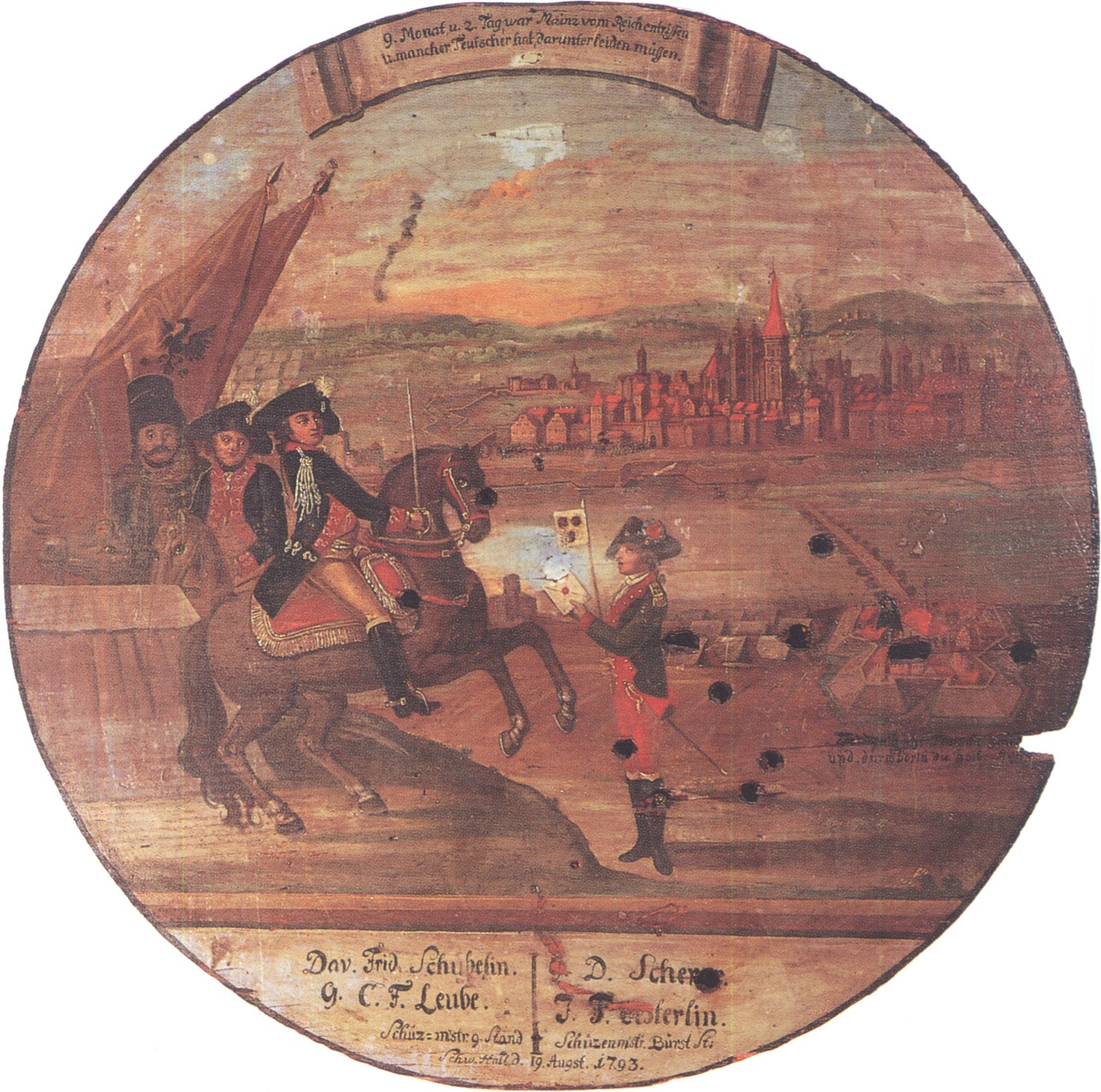
Schützenscheibe Kapitulation von Mainz 1793, „9 Monat u. 2 Tag war Mainz dem Reich entrissen u. mancher Teutscher hat darunter leiden müssen / Zielt gut, ihr Teutschen Schützen und durchborth die Rothen Mützen.“ „Schw. Hall, d. 19. Augst. 1793“, Öl auf Holz, Durchmesser 69,5 cm, Schwäbisch Hall, Hällisch-Fränkisches Museum